# Carlos Núñez Muñoz
Carlos Núñez Muñoz (Vigo, Pontevedra, 16 de julio de 1971) es un músico español, y experto gaitero español. Comenzó con las flautas dulces, y más adelante, a los ocho años, con la gaita gallega. A los trece años fue descubierto por The Chieftains, en el Auditorio de Castrelos, en Vigo, y comenzó su carrera en la música, que aún continúa.
Núñez es considerado un erudito de la música celta. Sus investigaciones siguen básicamente dos líneas relacionadas entre sí: el origen de la música celta y su fusión con las músicas del mundo actuales. Su interés por el tema le ha llevado a recorrer el globo y a relacionarse con músicos y artistas de los países que ha visitado, para luego plasmar sus conocimientos y experiencias en su prolífica discografía y en La hermandad de los Celtas, un libro editado en 2018 en donde plasma sus investigaciones musicológicas sobre estas temáticas.

## Biografía
El nieto del escritor y pedagogo Albino Núñez Domínguez, estudió en el Colegio Martín Codax de Vigo y en el instituto Álvaro Cunqueiro. A los doce años fue invitado a tocar en la Orquesta Sinfónica de Lorient y en 1989 grabó junto al grupo irlandés The Chieftains, la banda sonora de la película La isla del tesoro (1990). Con este grupo seguiría colaborando hasta ser conocido como el séptimo Chieftain. Núñez además completó su formación en la enseñanza académica obteniendo la calificación de Matrícula de Honor y Premio Extraordinario Fin de Carrera (Cum Laude) en el instrumento flauta de pico por el Real Conservatorio Superior de Música de Madrid.

## Obra discográfica
Comenzó su aprendizaje musical con la flauta y a los ocho años, dio el siguiente paso, como dice él, empezando con la gaita. En una actuación en el Auditorio de Castrelos, en Vigo, su ciudad natal, fue descubierto por The Chieftains, y eso dio comienzo a su carrera musical. Fue por primera vez a Irlanda, en 1989, a grabar junto a este grupo la banda sonora de la película La Isla del Tesoro.
En 1996, publica su primer disco, A Irmandade das Estrelas, que supuso el boom de la música celta en España. En este disco, Núñez se centra sobre todo en la exploración de su Galicia natal con aportes irlandeses.
En su siguiente disco, Os amores libres (1999), Núñez presenta una reflexión en torno al concepto celta explorando, entre otras, las conexiones existentes entre la música tradicional gallega y el flamenco. Los textos que acompañan a las canciones de este disco están redactados por el escritor Manuel Rivas.

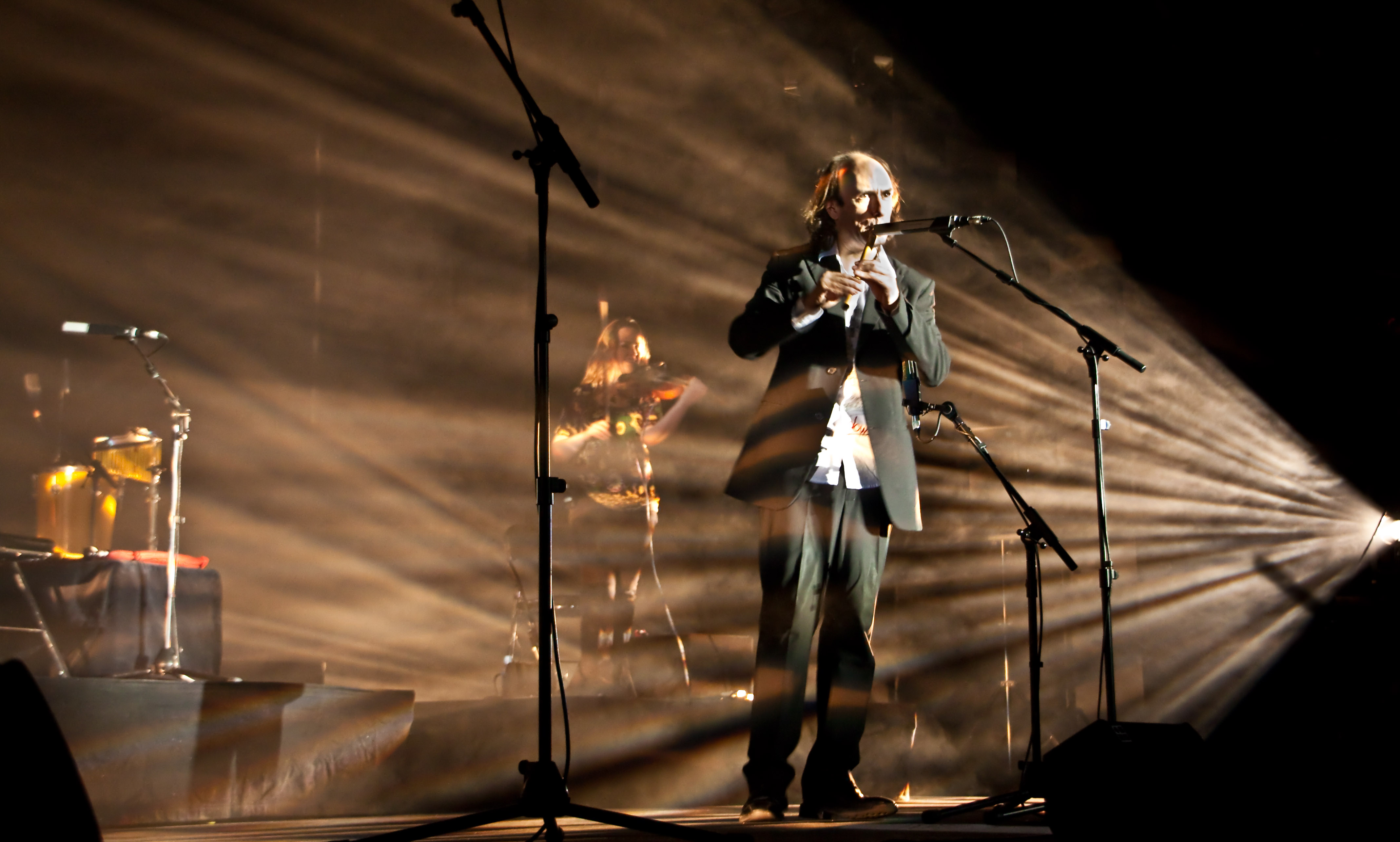

Ya en el 2000 y con la publicación de Mayo Longo, con Núñez ya consagrado como músico de renombre y proyección internacional, el gaitero compuso una canción con el ex Supertramp Roger Hodgson. Este disco es un retorno a la tradición galaica y a la sencillez y destacó principalmente por introducirse en las radio-fórmulas musicales del momento.
Su siguiente disco de estudio es Almas de Fisterra, publicado en 2003, y en Francia como Un Galicien en Bretagne, con una lista de cortes ligeramente diferente. Este disco es el resultado de una larga permanencia del músico en Bretaña, Francia, en el que se muestran músicas tradicionales bretonas grabadas junto a músicos de renombre de la Bretaña francesa.
Carlos Núñez también ha editado un álbum recopilatorio de grandes éxitos con varios cortes nuevos llamado Todos os mundos y en 2004 editó un CD+DVD conteniendo un concierto grabado en Vigo con el título de Carlos Núñez & Amigos con sus canciones más emblemáticas. Carlos también participa en la banda sonora de la película Alejandro Amenábar Mar Adentro.
En mayo de 2005, Carlos Núñez publicó en Francia, Cinema do mar, dedicado a la interpretación de una selección de celebérrimas piezas de la música clásica (como el Bolero de Ravel o el Concierto de Aranjuez) y bandas sonoras de películas, espoleado por su participación en Mar Adentro. La inclusión de bandas sonoras estuvo motivada por los paralelos que encuentra en las piezas seleccionadas y la música gallega. Podemos encontrar una versión de La Misión de Ennio Morricone, de El Padrino de Nino Rota o la ya habitual en el repertorio de The Chieftains «Women of Ireland», de la banda sonora de Barry Lyndon.
En 2006, participó en la banda sonora de la película del Studio Ghibli Cuentos de Terramar del director Gorō Miyazaki, primer largometraje del hijo del conocido cineasta japonés Hayao Miyazaki. Su colaboración en la banda sonora de dicha película junto a su compositor Tamiya Terashima fue elogiada por el público cinéfilo y filarmónico en general, le valió buenas críticas y mayor proyección internacional al artista gallego.
En febrero de 2007, en la misma semana de los Oscar, Carlos Núñez publicó la versión española de "Cinema do mar", distinta a la francesa. Incluye temas con Ryuichi Sakamoto y Dulce Pontes que no se incluyeron en la versión de 2005.
En 2008, participó en las bandas sonoras de las películas Silk del director François Girard y Mi monstruo y yo del director Jay Russell.
Desde el 2007 aproximadamente, Carlos Núñez ha estado indagando en las conexiones galaicas de la música brasileña. De esta investigación ha surgido su nuevo trabajo discográfico, titulado Alborada do Brasil, puesto a la venta el 16 de junio de 2009.
En 2012 publica Discover, un doble CD que incluye cuatro temas inéditos así como múltiples colaboraciones con artistas amigos al margen de su propia discografía, que se unifican en este disco y hace balance de estos primeros años de su carrera. Incluye 39 temas en los conecta la música gallega con otras culturas para lo que cuenta con The Chieftains, Sinéad O’Connor, The Waterboys, Omara Portuondo, Compay Segundo, Los Lobos, Carlinhos Brown, Carmen Linares, Vicente Amigo, Carles Benavent, Montserrat Caballé, Jordi Savall, Luz, Ry Cooder, Jackson Browne, Ryuichi Sakamoto o Roger Hodgson de Supertramp.
En 2013, su obra "Mambo" fue la banda sonora de la Vuelta Ciclista a España 2013

## Colaboraciones

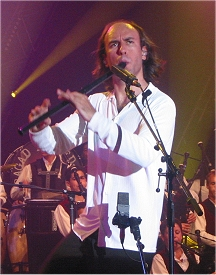
Carlos Núñez en Lorient, Bretaña.

Una característica fundamental de Carlos Núñez y su música es la de colaborar con todo tipo de músicos de cualquier nacionalidad, tanto en la grabación de sus discos como en sus actuaciones en directo. La Carlos Núñez Banda con la que toca en directo se compone de reputados músicos como su hermano Xurxo Núñez que es percusionista gallego, Pancho Álvarez, guitarrista y violinista y Begoña Riobó, violinista.
Núñez ha tocado con destacados artistas españoles como Vicente Amigo, Carles Benavent, Luz Casal, Cristian Silva, Kepa Junkera y Carmen Linares. De entre los muchos músicos internacionales con los que ha tocado o grabado destacan The Chieftains y sus integrantes Paddy Moloney, Sean O'Ríada y Derek Bell. Además de ellos cabe destacar a SZA, León Gieco, Dan Ar Braz, Jackson Browne, Phil Cunningham, Liam O'Flynn, Ry Cooder, Ronnie Drew, Frankie Gavin, Roger Hodgson, Paddy Keenan, Joan Manuel Serrat (en Sombras de la China), Noa, Anabela Braz Pires, Máirtin O'Connor, Liam O`Flynn, Dulce Pontes, Teresa Salgueiro, Sharon Shannon, Donald Shaw, la Vieja Trova Santiaguera, La Ronda de Motilleja, el Ensamble Gurrufío, la Banda de Gaitas de Cea (Orense), Ringorrango y la Real Banda de Gaitas de la Diputación de Orense
En el marco de su colaboración con artistas internacionales, Carlos Núñez fue invitado a participar en el "Earth Celebration 2006", festival internacional que se celebra cada verano en la japonesa isla de Sado, organizado por KODO, afamado grupo nipón de taiko.
Además, en 2006 colaboró en la banda sonora de la película Cuentos de Terramar, de Gorō Miyazaki.
En 2010, participó en la creación del espectáculo "El Secreto de la Lanza" (Le Secret de la Lance) en el parque temático francés de Puy du Fou.
En 2012, realizó su primera gira norteamericana junto con su hermano Xurxo, el guitarrista Pancho Álvarez y la violinista estadounidense Katie McNally.
En 2016, colaboró en la película musical de Carlos Saura 'La Jota' protagonizando un círculo celta con 20 músicos.

## Discografía

### En solitario
- A Irmandade das Estrelas (BMG Ariola, 1996)
- Os amores libres (BMG Ariola, 1999)
- Mayo Longo (BMG Ariola, 2000)
- Todos os mundos (BMG Ariola, 2002)
- Almas de Fisterra (Sony Music, 2003)
- Almas de Fisterra Edición Especial (Sony Music, 2003)
- DVD Carlos Núñez & Amigos en casa (Sony/BMG, 2004)
- Cinema do mar (Versión francesa, 2005)
- Cinema do mar (Versión española, febrero de 2007)
- Alborada do Brasil (Sony Music 2009)
- Discover (Sony Music 2012)
- Inter Celtic (2014)

### Colaboraciones
- Matto Congrio (1993)
- The Chieftains - Santiago (1996)
- Alejandro Amenábar - Mar Adentro (2004)
- Memories from Gedo Senki (Banda Sonora de la película de anime, Gedo Senki, 2007)

## Premios y reconocimientos
- Premios Ondas 1997 en 1997.
- Vigués distinguido en 2007.
- Medalla Castelao en 2013.
- Premio Agapito Marazuela en 2016
- Medalla de Oro de Galicia en 2023.